# Factores de producción
En economía política y en economía de la empresa, los factores de producción son los recursos empleados para producir bienes y servicios que satisfacen las necesidades humanas. Todos los bienes, que se brindan en una sociedad, se consiguen por medio de la utilización de los factores productivos. En la economía política se consideran cuatro grandes clases: tierra, trabajo, tecnología y capital. En la economía de la empresa es distinto: la producción transformada en renta se distribuye entre ellos, obteniendo así una remuneración.

## Economía política

### Economía clásica
Los economistas clásicos consideraron que existían tres factores de producción que denominaron «tierra», «trabajo» y «capital». Esta división dependía en gran medida de la estructura económica típica del siglo XIX, donde el llamado sector primario era el responsable de gran parte de la producción y por tanto de la renta nacional en todos los países. Así, el factor tierra era un factor de producción. No solo debía entenderse como la cantidad de tierras agrícolas o forestales de las que se podía extraer beneficio económico, sino también recursos naturales o mineros. Así en la producción de un cierto mineral, los economistas clásicos contabilizaban que la cantidad y calidad del mineral por extraer en la mina era un factor que afectaría directamente a la cantidad producida.
Los economistas clásicos —Adam Smith, David Ricardo, etc.— subsumieron en el factor Trabajo la actividad de los emprendedores, que los fisiócratas consideraban factor aparte.
Modernamente, se ha argüido que las rentas derivadas de la propiedad inmobiliaria y, en general, de los recursos naturales, se pueden computar dentro del «factor capital», e igualmente la cantidad de recursos puede considerarse una forma de capital, ya que otras formas de capital pueden ser intercambiadas para adquirir recursos naturales que sirvan de base a la producción.[cita requerida]
Así el llamado «factor tierra» sería todo lo que encontramos en la naturaleza disponible para la producción. Sería el conjunto de recursos naturales empleables en el proceso productivo de bienes y servicios. No solo comprendería la tierra propiamente dicha, como se ha mencionado; sino también incluiría el agua, las plantas, los animales, los minerales, las fuentes de energía, etcétera.

### Factores de producción
Los factores de producción son todos aquellos recursos que, por sí solos o creados por el hombre, se emplean en los procesos de elaboración de bienes y en la prestación de servicios, que constituyen la primera fase de la actividad económica, la producción (oferta), antes de la distribución de la renta y del gasto (demanda: consumo y ahorro).
Tradicionalmente se distinguió entre tres factores (o clases de factores) de producción:
- Factor tierra:(N) dentro de estos se encuentra la superficie terrestre, la cual nos ofrece el agua, los árboles y los minerales. El factor tierra agrupa todos aquellos recursos o materias primas que se extraen de la naturaleza y que, a través de su transformación, nos permiten satisfacer nuestras necesidades. Incluye la tierra productiva (tierras de cultivo y solares urbanos), el agua, el aire, los minerales, la fauna, etc.
- Factor humano o trabajo: toda actividad humana que interviene en el proceso de producción. En economía dicho factor es representado con una «L». El factor trabajo comprende la intervención humana necesaria para obtener los bienes y servicios que satisfacen nuestras necesidades.
- Factor capital: se representa con una «K» y podemos dividirlo en tres grupos:
  - Capital físico o real: este a su vez se divide en fijo (consiste en los instrumentos de cualquier clase empleados en la producción, como lo son los edificios y maquinaria. Su durabilidad se prolonga sobre varios ciclos de producción) y circulante (consiste en bienes que están en proceso de ser consumibles, básicamente materias primas y aquellas que existen en almacén).
  - Capital humano: todo el personal, sean empleados o ejecutivos.
  - Capital financiero: constituido por los fondos o recursos con que cuenta un ente para la compra de capital físico. Puede ser propio de la empresa o bien capital de terceros (créditos o préstamos).

Posteriormente, algunos autores han sugerido que la evolución de la producción requiere de otros factores o magnitudes que expliquen la forma, evolución y estructura de la producción; entre ellos están:
- El capital humano entendido como una medida de la calidad del trabajo, y que estaría correlacionado con la formación académica y la experiencia de los trabajadores. Así el factor trabajo tradicional, no reconocía adecuadamente la calidad y la teoría del capital humano ha tratado de introducir este otro nuevo factor inmaterial.
- El factor empresarial/emprendedor. Otros autores[¿quién?] añaden también un factor empresarial, relacionado con el fenómeno de la iniciativa empresarial y que desempeñaría un papel de coordinación de los factores productivos tradicionales, afectando por tanto a la producción total. Las personas que tienen iniciativa empresarial detectan nuevas oportunidades, idean nuevos productos y son capaces de reunir los recursos necesarios para producirlos. Por ejemplo, un banco como empresa, poseería tanto factor trabajo como en la teoría tradicional, así como un factor empresarial de coordinación. Dentro del factor tradicional, se contabilizaría la aportación del factor humano, que serán, por ejemplo, aquellos empleados de las sucursales, cuyo efecto como factor productivo estaría afectado por el capital humano. Y finalmente el banco también poseería factor capital, tanto físico (edificios, ordenadores, etc.) como financiero (el dinero que posee). El resultado total a efectos de producción de los factores anteriores se vería modificado por estar los factores mencionados coordinados por el factor asociado a la iniciativa empresarial.

### Productividad total de los factores
Como se ha visto, el número y la cantidad de factores de producción relevantes para la producción ha variado desde que la noción de factor de producción fuera introducida por los economistas clásicos. Esto se debe a que la contabilidad nacional moderna ha puesto en aprietos a diversos modelos de producción de factores, así se ha visto que los incrementos de producción totales no son explicables puramente en términos de los factores tradicionales «trabajo» y «capital», llamándose al residuo no explicado la «productividad total de los factores» a la parte que no parece depender directamente de incrementos lineales en los factores.
Todos los nuevos «factores de producción» son intentos de explicar los incrementos adicionales en la producción por factores específicos o modificaciones de los factores tradicionales, que puedan explicar de manera más precisa los incrementos observados en los factores de producción y los incrementos observados en la producción. Sin embargo, existen muchos problemas metodológicos sobre qué son en la práctica y cómo medir de manera efectiva los factores de producción. El caso es que la producción total no parece ser una función determinista de los valores empleados, obviamente porque no todos los trabajadores son iguales (por lo que se ha sugerido distinguirlos por el «capital humano» acumulado) y no todas las empresas u organizaciones son iguales de eficientes (por lo que se ha sugerido introducir el «factor empresarial»). En cualquier caso y a pesar de la intensa discusión teórica sobre qué son y cómo medir los factores de producción no existe una modelo cuantitativo satisfactorio que puede explicar los incrementos de producción en términos factores de producción. Obviamente es difícil cuantificar el papel de la tecnología, la eficiencia de los métodos, la formación de los trabajadores e incluso factores estocásticos o azarosos.

## Economía de la empresa
La consideración de empresas individuales requiere una definición más precisa de los términos para los factores de producción. Erich Gutenberg  hizo una distinción clásica y ha prevalecido casi sin cambios hasta el día de hoy. Se complementa con los dos conceptos de «factores de repetición» y «factores potenciales» de Edmund Heinen , que se han integrado en la siguiente presentación.
| Factores de producción | Factores de producción | Factores de producción | Factores de producción | Factores de producción | Factores de producción | Factores de producción                     | Factores de producción | Factores de producción | Factores de producción | Factores de producción |
| Factores elementales   | Factores elementales   | Factores elementales   | Factores elementales   | Factores elementales   | Factores elementales   | Factores elementales                       | Factores dispositivos  | Factores dispositivos  | Factores dispositivos  | Factores dispositivos  |
| Factores de repetición | Factores de repetición | Factores de repetición | Factores potenciales   | Factores potenciales   | Factores potenciales   | Factores potenciales                       | Factores dispositivos  | Factores dispositivos  | Factores dispositivos  | Factores dispositivos  |
| ---------------------- | ---------------------- | ---------------------- | ---------------------- | ---------------------- | ---------------------- | ------------------------------------------ | ---------------------- | ---------------------- | ---------------------- | ---------------------- |
| Materiales             | Materiales             | Materiales             | Recursos operativos    | Recursos operativos    | Recursos operativos    | Ejecución (trabajo humano sobre el objeto) | Gestión                | Planificación          | Organización           | Control                |
| Materias primas        | Excipientes            | Suministros            | Recursos materiales    | Activos intangibles    |                        | Ejecución (trabajo humano sobre el objeto) | Gestión                | Planificación          | Organización           | Control                |
| Factores originales    | Factores originales    | Factores originales    | Factores originales    | Factores originales    | Factores originales    | Factores originales                        | Factores originales    | Factores derivados     | Factores derivados     | Factores derivados     |

### Factores elementales y factores dispositivos
Erich Gutenberg estableció la división superior de los factores de producción. Divide el trabajo humano en trabajo relacionado con el objeto («ejecución», trabajo sobre el producto) y trabajo dispositivo («gestión», apoyado en «planificación», «organización» y «control»).
Gutenberg se refiere al «trabajo» humano y a los factores «de los recursos operativos» y «materiales factores elementales» del proceso productivo operativo.
Según Gutenberg, el «factor dispositivo» complementa a los factores elementales en una unidad productiva. El factor dispositivo es importante en cuanto a la combinación óptima de factores y refleja la planificación y el uso estratégico-operativo de los factores elementales en la empresa. Por lo tanto, es un bien intangible que solo puede ser sustituido de forma limitada.

### Factores de repetición y factores potenciales
Los factores elementales se diferencian además según su uso. Si el factor se consume «directamente» en el proceso de creación del servicio o se convierte física o químicamente, esto se denomina factores de repetición (según Heinen) o factores de consumo (según Gutenberg. Para poder garantizar una producción continua, estos bienes deben adquirirse constantemente.
Los factores que solo se consumen indirectamente o se necesitan para producir el servicio se denominan factores potenciales o de inventario. Por lo general, no son divisibles.

### Recursos
El grupo de equipos tiene una posición especial en este esquema porque puede asignarse a los factores de repetición y potencial. Los recursos que se utilizan pertenecen a los factores potenciales y se pueden dividir en «recursos tangibles» (terrenos, edificios, instalaciones, fondos) e intangibles (derechos, licencias, patentes, conocimiento, información). También se distingue entre los recursos que se consumen, entre los que se incluyen los denominados suministros (energía, combustibles, lubricantes y materiales de limpieza).
Si se prescinde de la clasificación en factores de repetición y potenciales, los consumibles pueden asignarse íntegramente a los materiales. Una subordinación que también es ampliamente reconocida y aceptada.

### Materiales
El grupo de materiales se divide en los grupos de materias primas y auxiliares, además de la opción de materiales de operación. Las materias primas en este caso son una parte esencial del producto final; por ejemplo, la madera para una silla de madera. Los materiales auxiliares no son parte esencial del producto, como la cola de madera para la silla de madera.

### Factores original y derivado
Los «factores originales» incluyen los factores elementales así como la parte del trabajo humano que decide sobre la combinación y uso de los factores elementales en la operación y gestión (management).
La «gestión» se apoya en los factores «derivados» como son la «planificación», la «organización» y el «control».
La provisión de los factores de producción juega un papel decisivo en el intento de comprender y analizar los problemas comerciales básicos involucrados en la creación de un equilibrio óptimo de bienes y servicios. En la fase de proporcionar los factores elementales, es particularmente importante proporcionar los factores de producción en el tipo, la calidad y la cantidad requeridos a tiempo y en el lugar correcto para el proceso de combinación. De acuerdo con el principio económico, se debe tener cuidado para garantizar que los «costos de provisión» se minimicen.
La implementación tiene dos tareas: primero, la tarea técnica de planificación de la implementación. Esto significa garantizar una producción sin problemas, cumplir con los plazos de producción, cumplir con los estándares de calidad, etc. En segundo lugar, la tarea económica, que se derivará de los objetivos de éxito de la empresa.

### Mayor desarrollo y nuevos factores
El sistema clásico desarrollado por Gutenberg está pensado principalmente para las empresas de producción e industriales. Con la creciente importancia del sector terciario, es decir, el avance del sector servicios, aumentó la importancia de la participación del cliente en la producción de servicios y su integración. En 1970, Rudolf Maleri acuñó el término «factor de producción externo» para la contribución (activa o pasiva) que es absolutamente necesaria para la producción de servicios por parte de otros proveedores de servicios fuera de la empresa.
Hans-Dieter Deppe completó el sistema de factor de producción de Gutenberg en la banca al agregar el factor monetario con sus dos componentes «rendimiento de pasivo» y «rendimiento de pago». En su obra también describe funciones de producción para el factor monetario.
El factor tiempo juega un papel especial en el comercio minorista. De acuerdo con la naturaleza de las empresas comerciales , que por regla general no utilizan ningún material, utilizan los términos «factores productivos» o «factores de rendimiento». A menudo se prefiere al término factor de producción. Además de los factores de rendimiento primarios de mano de obra, bienes, espacio y recursos materiales, las empresas comerciales utilizan factores de rendimiento secundarios; este último incluye el factor tiempo, también conocido como factor de cuasiproducción. El mejor uso posible del tiempo no solo debe tenerse en cuenta para los factores de rendimiento individuales, sino también para los cuatro mercados de la operación comercial (adquisiciones, ventas, mercado competitivo y mercado interior). Hans-Otto Schenk ha recopilado nada menos que 66 campos en los que se deben resolver los problemas de tiempo por su impacto directo en el rendimiento y los costes operativos, y en la gestión del tiempo. Van desde la organización de procesos hasta las diferencias de inventario, las encuestas de clientes, los horarios de apertura de las tiendas, la rotación de existencias o los descuentos por intereses hasta los descuentos por tiempo o la diferenciación de precios basada en el tiempo.
Walther Busse von Walther Busse von Colbe y Gert Laßmann presentan los servicios públicos del Estado, los municipios, las asociaciones municipales, los institutos de crédito y las compañías de seguros como complemento de Gutenberg. Helmut Kurt Weber especificó esta conexión en 1980 e introdujo el sistema legal, que anteriormente se había visto como parte del factor de producción de capital, como una categoría independiente en el sistema de factores.
El conocimiento se está consolidando cada vez más como un cuarto factor de producción independiente, aunque está al menos implícitamente cubierto por el factor dispositivo de Gutenberg. Peter Drucker describió el conocimiento como un importante factor de producción por primera vez en 1968 e introdujo el término sociedad de la información. La información se utiliza como recurso en el proceso de creación de servicios. Esto puede resultar en conocimiento adicional relevante para la toma de decisiones. Esto se aplica al menos a la información que se «consume» después de entrar en producción, es decir, que pierde su valor económico. Sin embargo, se discute si otros tipos de información también pueden considerarse un factor de producción.

### El capital contable
En contabilidad, el capital es la diferencia entre el activo (conjunto de bienes y derechos) y el pasivo (conjunto de deudas y obligaciones). Coloquialmente, se utiliza la palabra capital para referirse a elementos del activo:
- Capital físico: es el formado por los elementos materiales tangibles: edificios, materias primas, existencias, entre otros.
- Capital humano: es la educación, formación profesional de los empresarios y trabajadores de una empresa u sociedad.
- Capital financiero: Son los recursos financieros a corto y a largo plazo, que se necesitan para el funcionamiento de una empresa.

Aclaración: esta clasificación es meramente retórica, dado que:
- Los llamados «capital físico» y «capital financiero», en realidad, solo son «activos», es decir, elementos de la masa patrimonial del activo.

- No puede asignarse un valor objetivo, determinado en unidades monetarias, al «capital humano»; por lo tanto, la contabilidad patrimonial no lo considera.

## Tipo de producción según reparto entre factores
Dentro de la producción manufacturera se distinguen diversos niveles de según el grado en que interviene el capital y la mano de obra en la producción.
- Producción manual o artesanal. En los primeros tiempos de la industria moderna era mucho más frecuente y en ella, la fuerza de trabajo era de origen humano aunque implicaba el uso de herramientas e instrumentos. En ella el nivel de productividad dependía en gran medida de la destreza del trabajador.
- Producción mecanizada. Con la revolución industrial se llegó a un grado mucho mayor de racionalización de la producción y con frecuencia se usaron máquinas (tracción no manual) que permitían intensificar la producción, aunque en ellas el control de la máquina seguía siendo afinemente humana, y era el operario el que debía hacer muchas operaciones y controlar el desempeño de la máquina.
- Producción tecnificada. Este tipo de producción se basa en gran medida en la automatización de tareas, y el diseño de máquinas y sistemas que pueden funcionar sin intervención humana o con un grado de intervención humana pequeño durante el proceso de producción en sí mismo. Más recientemente la producción tecnificada se ha basado en herramientas informáticas, robóticas y en el avance de la computación.La tecnología es el conjunto de métodos, procedimientos, equipos y maquinaria utilizados para producir bienes y servicios.

## Ciencia económica actual
Los factores de producción están en la ciencia económica actual en proceso de evolución hacia una estructuración más sencilla, dentro de su complejidad.
El factor tierra (cada vez más alterado por la intervención humana) se considera hoy componente del capital, y se tiende a denominarlo con más amplitud, como recursos naturales o capital natural.
En la perspectiva de la llamada economía del conocimiento, dado el desarrollo empresarial producido desde finales del siglo XX, se considera que la tecnología y su conjunción con la ciencia (lo que se ha denominado I+D —investigación y desarrollo— o incluso I+D+I —investigación, desarrollo e innovación—) conforma un factor de producción aparte, que caracteriza cada vez más la producción en los países desarrollados. Paralelamente, a las nociones de capital físico, capital financiero y capital humano, estaría el capital intelectual, incluso el capital de conocimiento, como variable explicativa de la mejora de la productividad que no resulta de los otros factores.
Desde los años 1980, ha habido un proceso muy intenso de distribución de la Renta a favor de destinos no relacionados directamente con el mundo de la Producción (trabajo y empresa). Particularmente, se trata de rentas inmobiliarias, pensiones, rentas financiero-fijas y retribuciones a determinados trabajadores: directivos, deportistas, profesionales y artistas. Esta nueva realidad trastoca la concepción tradicional. Se ha venido soslayando la cuestión incorporando las pensiones y las retribuciones extravagantes al mundo del factor trabajo; y las rentas inmobiliarias y las financieras fijas, al del factor capital.
Finalmente, para algunos, estaría cuajando una suerte de nueva clasificación de los factores de producción:
- Capital mental.
- Capital técnico.
- Trabajo material.
- Capital inmaterial (savoir faire, organización, activos incorpóreos pero computables, trabajo inmaterial, economía del conocimiento).

La inversión permite aumentar el volumen de los factores de producción. La formación puede ser considerada como una forma de inversión, porque aumenta las capacidades del trabajador y la producción.